# Ins
Ins (gsw. Eiss; fr. Anet) – gmina (niem. Einwohnergemeinde) w Szwajcarii, w kantonie Berno, w regionie administracyjnym Seeland, w okręgu Seeland.

## Demografia
W Ins mieszka 3 560 osób. W 2020 roku 17,9% populacji gminy stanowiły osoby urodzone poza Szwajcarią.

## Transport
Przez teren gminy przebiegają autostrada A20 oraz drogi główne nr 10 i nr 182.